# Stan Romanek
Stanley Tiger "Stan" Romanek (sinh ngày 1 tháng 12 năm 1962) là một tác giả người Mỹ và là chủ đề của bộ phim tài liệu Extraordinary: The Stan Romanek Story. Những tuyên bố của ông bao gồm bị người ngoài hành tinh bắt cóc, bị cấy ghép tạo vật của người ngoài hành tinh, chịu những thương tích bí ẩn do người ngoài hành tinh gây ra, từng trải nghiệm giao tiếp thần giao cách cảm với người ngoài hành tinh, và được người ngoài hành tinh ép mặc đồ phụ nữ.
Romanek đã không thể chứng thực bất kỳ tuyên bố nào liên quan đến người ngoài hành tinh của mình, vào năm 2015, thú nhận rằng chính ông đã giả tạo bằng chứng siêu nhiên và nói dối về trải nghiệm của mình trong cuộc phỏng vấn năm 2014 qua chương trình Peter Maxwell Slattery Show.
Vào ngày 8 tháng 8 năm 2017, Romanek bị kết án phạm tội tàng trữ ấn phẩm có nội dung khiêu dâm trẻ em. Đến ngày 14 tháng 12 năm 2017, ông bị kết án hai năm tù tại một cơ sở trừng giới cộng đồng. Hiện nay, bản thân ông là một người phạm tội tình dục đã đăng ký trong chương trình cấp 3 dành cho những người từ chối nghiêm trọng và không thể sử dụng máy tính không được giám sát hoặc liên hệ với trẻ em dưới 18 tuổi mà không có sự chấp thuận đặc biệt.

## Thuở hàn vi
Stan Romanek sinh năm 1962 tại một bệnh viện quân sự ở Denver, Colorado trong gia đình của một hạ sĩ quan Không quân, và là đứa út trong số bốn người con.

## Trải nghiệm UFO
Romanek tuyên bố mình bị người ngoài hành tinh bắt cóc. Ông nói rằng cuộc gặp gỡ UFO đầu tiên của ông đã xảy ra vào năm 2000, và rằng ông đã có nhiều trải nghiệm với người ngoài hành tinh kể từ thời điểm đó. Những trải nghiệm này bao gồm việc phát hiện ra vết thương bí ẩn trên cơ thể của mình sẽ phát sáng dưới ánh đèn màu đen, và có liên lạc với người ngoài hành tinh qua một hộp ma. Ông cũng tuyên bố rằng người ngoài hành tinh bám theo xe hơi của ông và đến thăm ngôi nhà của ông, và rằng ông đã trải qua sự giao tiếp thần giao cách cảm với họ. Trong một tài liệu từ năm 2003, ông nói rằng lúc ông vừa tỉnh dậy và thấy mình mặc áo ngủ vải flanen của phụ nữ, và nghi ngờ bị sinh vật lạ bắt cóc và trở về trong bộ quần áo khác. Romanek nói rằng cuối cùng ông đã nghi ngờ bộ quần áo này vốn thuộc về một người bị bắt cóc khác, Betty Hill. Khi được hỏi liệu chiếc áo choàng đã được thử nghiệm để tìm ra DNA của Hill chưa, Romanek thừa nhận rằng không được vì cuộc thử nghiệm quá đắt đỏ.
Dwight Connely, biên tập viên của tạp chí MUFON UFO Journal, đã gộp trường hợp Stan Romanek vào trong cuốn sách của ông xuất bản năm 2004 The World's Best UFO Cases, đã hoan nghênh đây là trường hợp tốt nhất do sự hiện diện của các nhân chứng, dấu vết và thương tích độc lập trên cơ thể, vòng tròn bị đốt cháy, những video có hiện tượng kỳ lạ và "những công thức toán học hơi phức tạp mà dường như vượt quá khả năng của Romanek." Tuy vậy, Connelly cũng nói rằng trường hợp này chỉ nên được xem như là một trường hợp tiềm năng dài hạn tốt nhất mà hy vọng sẽ được coi là hợp pháp mười năm sau đó.
Xuất hiện trên chương trình ABC Primetime vào năm 2009, Romanek đã đồng ý sự thôi miên của R. Leo Sprinkle, một nhà tâm lý học chuyên về hiện tượng người ngoài hành tinh bắt cóc. Trong thời gian thôi miên, Romanek đã viết ra phương trình Drake, một công thức được sử dụng để ước tính số lượng các nền văn minh ngoài Trái Đất lan truyền trong thiên hà của nhân loại. Thế nhưng Joe Nickell từ tổ chức Center for Inquiry gợi ý rằng điều này được thực hiện thông qua việc ghi nhớ đơn giản.

## Tranh cãi

### Boo Video
Năm 2008, Romanek xuất hiện trên Larry King Live, cùng với Jeff Peckman, cựu ứng cử viên chức thị trưởng Denver thừa nhận câu chuyện của Romanek như là một phần trong chiến dịch của ông cho Ủy ban các Vấn đề ngoài Trái Đất Denver. Romanek tuyên bố đã ghi lại một đoạn video chiếu cảnh một người ngoài hành tinh nhìn trộm cửa sổ nhà mình. Đoạn phim này giờ đây thường được gọi là ‘’Boo Video’’.
Vào tháng 5 năm 2008 trong một cuộc phỏng vấn của Romanek trên đài phát thanh Coast To Coast AM, chủ đài phát thanh George Noory đã gợi ý rằng Romanek có một bài kiểm tra phát hiện nói dối về tính xác thực của Boo Video.  Romanek đồng ý với lần kiểm tra này. Khi nó được tiến hành vào cuối năm đó, Romanek đã thất bại trong câu hỏi "Băng Boo có phải là trò lừa bịp không?" Romanek bị tố cáo không có bằng chứng rằng ông ta có điều kiện y tế để ngăn chặn một cuộc thử nghiệm phát hiện nói dối đối với mình. Sau đó tại hội nghị Bí ẩn Vũ trụ năm 2009 ở thành phố Kansas, thay vào đó Romanek bị tố cáo không có bằng chứng nào cho thấy ông đã bị Noory dàn xếp cho thua cuộc.
Romanek đã đưa ra một tuyên bố chưa được xác minh rằng ông đã tham khảo ý kiến một chuyên gia video, nói rằng không có bằng chứng nào cho thấy Boo Video sẽ có giá 50.000 đô la là giả mạo. Một nhóm điều tra những lời xác nhận huyền bí Denver, Hiệp hội Nghiên cứu Hiện tượng Siêu nhiên Rocky Mountain, đã vạch trần tuyên bố này, nói rằng họ đã sao chép video với giá khoảng 90 đô la.

### Thiếu vật cấy ghép
Năm 2009 trong một cuộc phỏng vấn trên kênh ABC Primetime, Romanek cho biết ông đã có bằng chứng vật lý về trải nghiệm vụ bắt cóc của mình bằng cách cấy ghép tạo vật ngoài hành tinh vào trong chân của mình. Khi người ta đề nghị tiến hành thử nghiệm y khoa tạo vật đó thì Romanek nói rằng nó đã biến mất.

### Khiêu dâm trẻ em
Vào ngày 13 tháng 2 năm 2014, Romanek bị bắt sau khi khiến chính mình bị giam tại nhà tù Larimer County vì tội tàng trữ và phân phối ấn phẩm có nội dung khiêu dâm trẻ em, kết quả của một cuộc điều tra kéo dài tám tháng do lực lượng an ninh Nội địa đưa ra. Hơn 300 hình ảnh cũng như các tập tin video mô tả nội dung khiêu dâm trẻ em được tìm thấy trên máy tính của Romanek. Sau khi trình diện tại Tòa án Quận Larimer, Romanek đã được trả tự do với phiếu bảo lãnh cá nhân trị giá 20.000 đô la. Vào tháng 3 năm 2016, Romanek đã không nhận tội với cả hai cáo buộc sau khi từ chối thỏa thuận từ Văn phòng Công tố viên Tòa án số 8.
Vào ngày 8 tháng 8 năm 2017, Romanek bị kết án phạm tội khiêu dâm trẻ em nhưng không phạm tội phân phối nội dung khiêu dâm trẻ em. Việc tuyên án diễn ra vào ngày 14 tháng 12 năm 2017, tại đây ông bị kết án hai năm tù tại trại tạm giam Giáo dưỡng Cộng đồng Quận Larimer, và ra trình diện là một người phạm tội tình dục. Ông báo cáo ngay lập tức vào tù để chờ đợi không gian để có sẵn tại cơ sở đó. Là một người phạm tội tình dục, anh ta chịu 10 năm quản chế giám sát chuyên sâu, không được phép sử dụng máy tính hoặc thiết bị điện tử không được giám sát, và không được phép tiếp xúc với trẻ em dưới 18 tuổi mà không được sự chấp thuận của chương trình giáo dưỡng cộng đồng.
Vợ của Romanek nói rằng, "Chúng tôi đã đưa ngành UFO học vào phòng xử án." Sau phiên tòa, luật sư biện hộ của họ, Công ty luật McClintock and McClintock của bang Colorado, nói rằng họ không làm như vậy vì nó không liên quan trong trường hợp này, và sẽ tư vấn cho thân chủ rằng nên khiếu nại về bản án và thuê luật sư bào chữa mới để giải quyết vụ kiện, mà theo luật sư của Romanek, là lời khuyên chuẩn mực. Sau khi công bố bản án, Lisa Romanek, cho biết họ dự định nộp một bản kháng cáo trong vòng 45 ngày.
Vào ngày 12 tháng 9 năm 2017, Lisa Romanek đã tạo ra một chiến dịch FundRazr kéo dài 90 ngày với mục tiêu tăng 30.000 đô la cho lời kháng cáo của chồng mình. Số tiền mục tiêu sau đó đã được hạ xuống còn 15.000 đô la. Đến ngày kết thúc, chiến dịch đã tăng lên 3.375 đô la, lúc đó nó đã được gia hạn mà không có ngày kết thúc nào được đưa ra.
Bất chấp những luận điệu công khai của Romanek rằng chính phủ đã gài bằng chứng vào trong máy tính của ông, Phó Công tố viên của Bang Joshua Ritter tại phiên xử kết án cáo buộc Romanek về sự lừa dối "cố gắng đổ lỗi cho người khác" và "ngụy tạo bằng chứng" những đoạn video giả mạo vào máy tính của mình, và tiết lộ rằng Romanek thậm chí đã cố gắng dàn dựng cho đứa con trai riêng của mình tên là Jacob Shadduck đóng một vai trong ấn phẩm có nội dung khiêu dâm trẻ em trên máy tính, bằng chứng mà bên nguyên đơn đã chỉ ra rằng ngay cả nhóm luật sư bào chữa cũng không được phép ra tòa. Luật sư của Romanek, Ted McClintock nói rằng khách hàng của ông có kế hoạch kháng cáo bản án.

### Thừa nhận làm giả
Trong một cuộc phỏng vấn video năm 2015 trên chương trình Peter Maxwell Slattery, Romanek cho biết ông đã giả mạo chuyển động lạ thường của các vật thể bay xảy ra trong cuộc phỏng vấn năm 2014 trên cùng một chương trình. Romanek ban đầu phủ nhận rằng ông đã làm giả bằng chứng và sau đó lên tiếng xin lỗi khán giả, tố cáo một âm mưu của chính phủ nhằm ép buộc ông phải thú nhận và buộc tội chính mình.

### Những lời tiên tri
Trong cuốn sách của Romanek năm 2009, Messages, ông tuyên bố đã nhận được thông điệp từ người ngoài hành tinh, và rằng "một nhà thiên văn học" đã giải thích các bản vẽ về sự sắp xếp các hành tinh (mà Romanek đã thực hiện dưới thôi miên) chỉ ra ngày 21 tháng 9 năm 2012. Romanek nói ông không biết sự kiện quan trọng nào sẽ xảy ra vào ngày đó, nhưng suy đoán có thể là khi người ngoài hành tinh tự mình lộ diện trước toàn nhân loại, hoặc có lẽ đó là khi thiên tai mà ông nhìn thấy trước sẽ diễn ra. Cho đến nay, không có dự đoán nào trong số này được đưa ra.

## Phim tài liệu
Vào năm 2017, phim tài liệu do J3FILMS sản xuất, Extraordinary: The Stan Romanek Story (105 phút, 2 tháng 11 năm 2013), đã có sẵn để phát trực tuyến qua Netflix. Bộ phim tài liệu có ghi âm giọng nói của một cái gọi là chủng loài lai giữa người ngoài hành tinh với con người tên là Kioma, tự xưng là con gái của Romanek, đứa lớn nhất trong bảy bản sao. Cô còn nói rằng Romanek là cha của hai cô gái khác nữa.

## Ấn phẩm chọn lọc
- Messages: The World’s Most Documented Extraterrestrial Contact Story. Llewellyn Publications. 2009. ISBN 978-0738715261.
- The Orion Regressions. Etherean. 2011. ASIN B007F81FR2.
- Answers. Etherean. 2012. ASIN B0073M7W2W.

Vợ của Romanek, Lisa cũng viết về những trải nghiệm người ngoài hành tinh bắt cóc của chồng mình, From My Side of the Bed'. Etherean. 2012. ASIN B0073M89GA.
Etherean LLC đã được đăng ký với Thư ký Văn phòng Tiểu bang Colorado vào tháng 9 năm 2011, với Stan Romanek làm chủ doanh nghiệp này.